# Ommegangskapelletjes

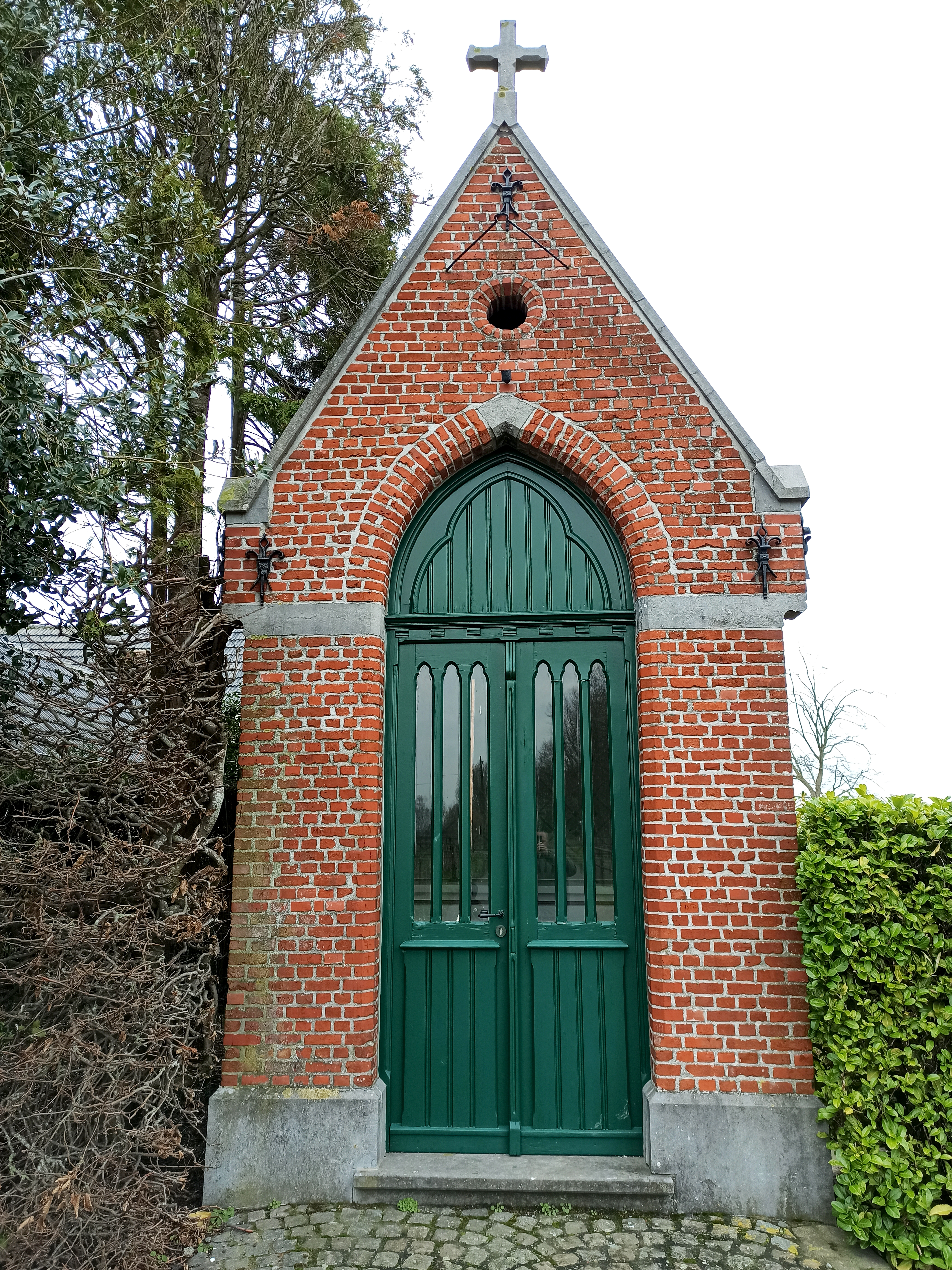
Eerste statiekapel

De Ommegangskapelletjes zijn een aantal kapelletjes in de tot de Oost-Vlaamse gemeente Zwalm behorende plaats Sint-Maria-Latem.
De kapelletjes behoren bij een ommegang die gewijd is aan Onze-Lieve-Vrouw van Smarten. Van de zeven staties staan er een drietal aan de Steenstraat te weten:
- De eerste kapel met de voorspelling van Simeon, ook soldatenkapelleken genoemd. De laatste naam verwijst naar de vernieling van een voorgaande kapel in 1797, door Franse soldaten. In 1906 werd een nieuwe kapel in neogotische stijl.
- De tweede kapel is van 1859 en is gewijd aan de vlucht naar Egypte.
- De derde kapel is eveneens van 1859 en is gewijd aan het zoekraken van Jezus in de tempel. Een gedenksteen draagt het opschrift: a.m.d.g. en ter eere van onze Lieve Vrouwe is deze Kapelle gebouwen door Mr. Desiderius Van der Eecken, geboren en wonende te Leupegem, in houwelijk met Ma Clotilde De Raedt, om te dienen voor de Godsdienstige plichtigheden dezer parochie 1859.
- De kapel van de vijfde statie (Maria staat onder Jezus' kruis) staat aan de Latemdreef. Deze kapel is van oorsprong 17e-eeuws maar in 1890 werd hij vernieuwd.